# Звижд
Звижд је крај у источној Србији, између огранака Хомољских планина, Шомрађе, Старице и Ракобарског виса. Језгро Звижда и његов привредно најразвијенији део је Кучевска котлина (Звишка котлина), кроз коју тече река Пек. Низводно од Кучева он је усекао Каонску котлину, која одваја Звижд од Браничева. Поред мрког угља (Ракова бара) Звижд има знатне резерве руда обојених и племенитих метала.
Привредно средиште Звижда је Кучево. У околини Кучева рударило се у римско доба и у средњем веку (Крушевица). До свестранијег развоја Звижда долази после изградње пруге Београд—Пожаревац—Кучево—Бродица—Мајданпек.
У Горњем Звижду се и крајем 1930-тих одржао обичај сахрањивања у близини кућа.